# Trogonoptera brookiana
Trogonoptera brookiana je motýl z rodu ptakokřídleců. Sameček je výrazně černě zbarvený s fosforově zelenými zuby na křídlech. Vyskytuje se v deštných pralesích na Borneu a Malajském poloostrově. Popsaný a pojmenovaný byl v roce 1855 přírodovědcem Alfredem R. Wallacem. Druhové jméno brookiana dostal podle Jamese Brooka, rádži ze Sarawaku.

## Popis
Rozpětí křídel dosahuje 15–17 cm. Křídla samečků jsou černá a na předních křídlech má 7 fosforově zelených zubů. Na zadních křídlech je zeleně fosforový trojúhelník. Hlava je zářivě červená a tělo je černé s červenými značky. Křídla samiček jsou hnědší s bílými a žlutými záblesky na obou křídlech.

## Potrava
Housenky se živí podražcem Aristolochia foveolata. Dospělí motýli sají rostlinné šťávy a nektar květin.

## Ochrana
Trogonoptera brookiana je chráněný druh motýla, uvedený v příloze II CITES (Úmluva o mezinárodním obchodu s ohroženými druhy volně žijících živočichů a rostlin).